# Bunopus tuberculatus
Bunopus tuberculatus är en ödleart som beskrevs av  Blanford 1874. Bunopus tuberculatus ingår i släktet Bunopus och familjen geckoödlor. Inga underarter finns listade.
Ödlans kropp är sandfärgad med många mörka prickar. Ansamlingar av prickar kan likna tvärband över ryggen och svansen. På varje sida av huvudet finns en mörk strimma som korsar ögat. Undersidan är helt vit. Kroppslängden utan svans är vanligen 55 millimeter och svansen är ungefär 50 millimeter lång.
Denna geckoödla förekommer från södra Afghanistan och västra Pakistan över Iran och Irak till Arabiska halvön och Israel. Arten lever i låglandet och i bergstrakter upp till 2100 meter över havet. Individerna vistas i halvöknar med glest fördelad växtlighet. De gömmer sig i stammar av döda palmer eller i den låga vegetationen. Bunopus tuberculatus besöker ibland jordbruksmark med sandig grund. Honor lägger vanligen två ägg per tillfälle.
För beståndet är inga hot kända. Hela populationen antas vara stabil. IUCN kategoriserar arten globalt som livskraftig.